# الحب في طابا (فلم)
الحب في طابا هو فيلم دراما مصري من إخراج أحمد فؤاد وبطولة هشام عبد الحميد، ممدوح عبد العليم، جالا فهمي، وائل نور وحنان شوقي. انتقد الفيلم لأنه يقدم صورة غير حقيقة ومضبوطة عن مرضى الإيدز ولم يوضح أن للمرض طرق عدوى أخرى مثل العدوي عن طريق الأدوات الطبية، أو نقل الدم من شخص لآخر.

## نبذه
تدور أحداث الفيلم حول ثلاثة لكل منهما حياته المهنية وأحدهم متزوج ولديه طفل، يقرروا السفر لقضاء إجازة في طابا، وهناك يقيموا علاقات جنسية مع فتيات أجانب، ليكتشفوا أنهن مصابات بمرض نقص المناعة المكتسبة.بعد عودتهم للقاهرة يحاول كل منهما الابتعاد عن أسرته، خوفا من انتقال المرض لهم، وعندما يخبر أحدهم صديقهم المشترك بسبب تغيرهم وابتعادهم عنه يذهب للإبلاغ عنهم، ويتم إلقاء القبض عليهم، ووضعهم في إحدى المستشفيات.

## طاقم العمل
- هشام عبد الحميد بدور فخري
- ممدوح عبد العليم بدور مصطفى
- جالا فهمي بدور ماجي
- وائل نور بدور خالد
- حنان شوقي بدور أماني
- نجاح الموجي بدور جلال
- فؤاد خليل بدور أنيس

## وصلات خارجية
- مقالات تستعمل روابط فنية بلا صلة مع ويكي بيانات